# Erik de Laval
Erik Patrick Honoré de Laval (Stockholm, 28 april 1888 - Lidingö, 9 november 1973) was een Zweedse moderne vijfkamper. Hij nam deel aan de Olympische Zomerspelen van 1920 en behaalde daarbij een zilveren medaille.

## Biografie
Erik de Laval was een van de Zweedse deelnemers aan de Olympische Zomerspelen van 1920 in Antwerpen, waar hij de zilveren medaille behaalde in de moderne vijfkamp, na zijn landgenoot Gustaf Dyrssen en voor zijn landgenoten Gösta Runö en Bengt Uggla. Acht jaar eerder nam hij tevens deel aan de Olympische Zomerspelen van 1912 in zijn geboortestad Stockholm, maar hierbij kon hij niet alle onderdelen afwerken.

## Belangrijkste resultaten

### Olympische Zomerspelen
| Jaar | Plaats    | Discipline       | Resultaat |
| ---- | --------- | ---------------- | --------- |
| 1912 | Stockholm | moderne vijfkamp | DNF       |
| 1920 | Antwerpen | moderne vijfkamp | Zilver    |

- KulturNav: 2818123c-7615-4065-994a-79e34ec8fdc6
- Virtual International Authority File: 285299249